# Scott Spedding
Pour les articles homonymes, voir Spedding.

a Compétitions nationales et continentales officielles uniquement.

b Matchs officiels uniquement.
Dernière mise à jour le 3 mai 2023.
Scott Leonard Spedding, né le 4 mai 1986 à Krugersdorp en Afrique du Sud, est un joueur sud-africain et international français de rugby à XV évoluant au poste d'arrière.

## Biographie

### Jeunesse et formation
Scott Spedding effectue une partie de sa scolarité au St John's College (en) de Johannesburg où il a côtoyé Christopher Froome, futur vainqueur du Tour de France. 
Finaliste du Championnat du monde des moins de 21 ans en 2006 face à la France (il joue toute la deuxième mi-temps), Scott Spedding fait ses classes dans les rangs des Natal Sharks, jouant chez les juniors et les espoirs (les Wildebeest). 

### Début de carrière et exil en France (2005-2012)
Ce demi d'ouverture très physique fait partie de l'effectif des Sharks à la fin de la saison 2006 de Super 14 et dispute quelques minutes d’une rencontre contre les Cheetahs en février 2006. Considéré comme un grand espoir sud-africain au poste de demi d’ouverture,, il s’engage avec le CA Brive à l’âge de 21 ans où il joue tout d'abord avec l’équipe espoirs. 

### Départ à Bayonne et découverte du rugby international avec l'équipe de France (2012-2015)
Quand en 2012 le club de Brive est relégué en Pro D2, il choisit de quitter le club et s'engage à l'Aviron bayonnais. Malgré la concurrence de Cédric Heymans, Scott Spedding est le titulaire du poste d'arrière, avec vingt-deux titularisations sur les vingt-quatre rencontres qu'il dispute lors de sa première saison, en 2012-2013.

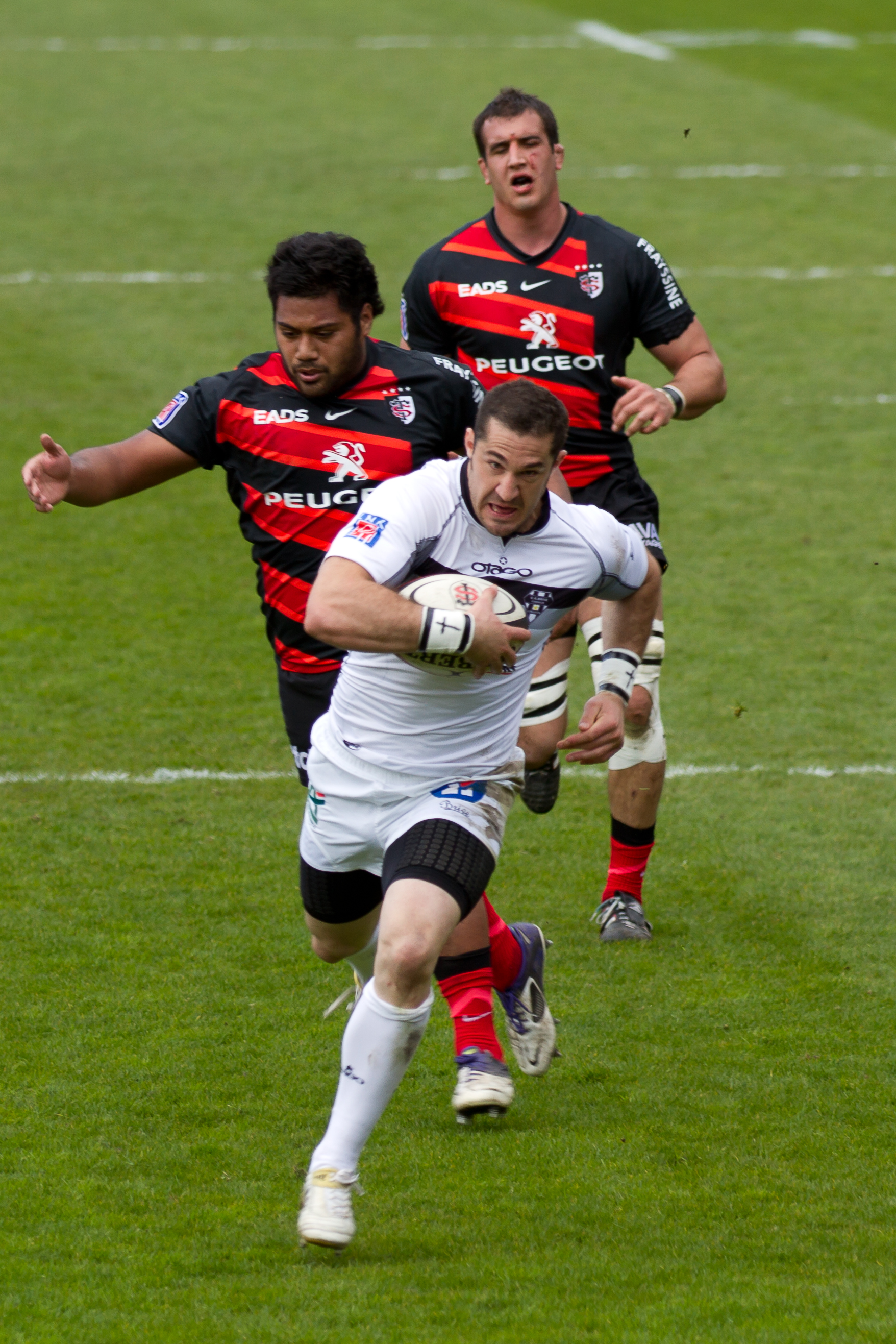
Scott Spedding avec le CA Brive en 2012.

Le 28 septembre 2014, il annonce sur Twitter avoir obtenu la nationalité française. Le 2 novembre suivant, il reçoit sa première convocation avec l'équipe de France, à la suite de la blessure de Brice Dulin. Il montre une grande émotion lorsqu'il apprend sa première sélection en équipe de France et déclare à la fin de son premier match que porter le maillot français est pour lui « une très grande fierté ». Il dispute son premier match sous le maillot bleu face aux Fidji, où il transmet deux ballons d'essais à son ailier Teddy Thomas. Après cette victoire, il est de nouveau présent en tant que titulaire lors du match face aux Wallabies, rencontre remportée sur le score de 29 à 26 par l'équipe de France. Son troisième test, face à l'Argentine, se solde néanmoins par une défaite 18 à 13.
Le 12 janvier 2015, Scott annonce qu'il quitte le club de Bayonne à la fin de la saison. Il a signé pour trois ans et une année supplémentaire avec l'ASM Clermont Auvergne,.
Il est titularisé au poste d'arrière pour les deux premiers matchs du Tournoi 2015, face à l'Écosse puis l'Irlande. Après cinq rencontres de l'équipe de France débutées en tant que titulaire, il est remplacé par Brice Dulin pour le match face aux Gallois en raison d'une prestation plus faible face à l'Irlande. Il retrouve sa place face aux Italiens, où il inscrit ses premiers points sous le maillot français avec une pénalité. Il est également titulaire face aux Anglais. 

### Transfert à Clermont, participation à la Coupe du monde et premier bouclier de Brennus (2015-2018)
Retenu dans le groupe de joueurs préparant la coupe du monde, il est titularisé lors des trois matchs de cette préparation, à Twickenham puis au Stade de France face aux Anglais, et dans ce même stade face aux Écossais. Il inscrit une pénalité lors de chacun de ces deux derniers matchs. Philippe Saint-André le retient pour la Coupe du monde 2015. Lors de celle-ci, il est titulaire au poste d'arrière lors de quatre des cinq rencontres disputées par la France, face à l'Italie, le Canada, l'Irlande et la Nouvelle-Zélande, inscrivant un total de 12 points sur l'ensemble de la compétition.
Guy Novès, nouveau sélectionneur, lui accorde aussi une confiance régulière. Il lui laisse notamment jouer les deux derniers matchs du Tournoi des Six Nations 2016 (deux défaites), après avoir fait confiance à Maxime Médard. Il débute l'édition suivante comme titulaire, après avoir joué deux des trois tests de novembre.

### Conflit avec la FFR et fin de carrière (2018-2019)
Pas conservé par Clermont à l'issue de la saison 2017-2018, il souhaite obtenir le statut Joueur Issu de la Formation Française (JIFF). Malgré ses 23 sélections, il ne bénéficie pas de ce statut crucial, puisqu'il est né et a été formé en Afrique du Sud. Il tente d'obtenir une dérogation mais sa demande est rejetée par la commission juridique de la Ligue nationale de rugby, le comité directeur de Fédération française de rugby, qui refuse de se prononcer, et la commission d'appel de la Fédération. Malgré un avis favorable obtenu devant le CNOSF en mars 2018, le comité directeur de la FFR a choisi de ne pas suivre les recommandations du CNOSF et de ne pas accorder le statut de JIFF. Il décide alors de saisir le conseil d'Etat et la commission européenne.
En mai 2018, il s'engage pour une saison avec le Castres olympique. Après une saison au sein du CO, il décide de mettre un terme à sa carrière en 2019.

## Statistiques en équipe nationale
Scott Spedding compte 23 capes internationales en équipe de France. Il a honoré la première de celles-ci le 8 novembre 2014 contre l'équipe des Fidji au stade Vélodrome de Marseille. Il a inscrit un essai et sept pénalités soit 26 points. Il a marqué son premier et unique essai international contre l'Afrique du Sud en juin 2017.
Il participe à trois éditions du Tournoi des Six Nations, en 2015, 2016 et 2017.
Il participe à une édition de la Coupe du monde, en 2015, participant à quatre rencontres, face à l'Italie, au Canada, à l'Irlande et à la Nouvelle-Zélande.

### Tournoi des Six Nations
| Édition          | Rang | Résultats France | Résultats Spedding | Matchs Spedding |
| ---------------- | ---- | ---------------- | ------------------ | --------------- |
| Six Nations 2015 | 4    | 2 v, 0 n, 3 d    | 2 v, 0 n, 2 d      | 4/5             |
| Six Nations 2016 | 5    | 2 v, 0 n, 3 d    | 0 v, 0 n, 2 d      | 2/5             |
| Six Nations 2017 | 3    | 3 v, 0 n, 2 d    | 1 v, 0 n, 2 d      | 3/5             |

Légende : v = victoire ; n = match nul ; d = défaite ; la ligne est en gras quand il y a Grand Chelem.

### Coupe du monde
| Édition         | Rang               | Résultats France | Résultats Spedding | Matchs Spedding |
| --------------- | ------------------ | ---------------- | ------------------ | --------------- |
| Angleterre 2015 | Quart de finaliste | 3 v, 0 n, 2 d    | 2 v, 0 n, 2 d      | 4/5             |

Légende : v = victoire ; n = match nul ; d = défaite.

## Palmarès
- Finaliste du Championnat du monde des moins de 21 ans en 2006 avec l'Afrique du Sud ;
- Champion de France Espoirs 2009 avec le CA Brive ;
- Champion de France en 2017 avec l'ASM Clermont Auvergne ;
- Finaliste de la Coupe d'Europe en 2017 avec l'ASM Clermont Auvergne.